# María Dolores Pérez Bendito
María Dolores Pérez Bendito (Sevilla, 5 de febrero de 1943), catedrática de Química Analítica de la Universidad de Córdoba. Reconocida por su labor en la investigación científica y en las actividades universitarias.

## Reseña biográfica
María Dolores Pérez Bendito se licenció en Ciencias Químicas en 1965 y se doctoró en 1968 en la Universidad de Sevilla, donde desarrolló la primera parte de su vida profesional. A partir de 1976 continuó su actividad en la Universidad de Córdoba, donde obtuvo su plaza para la Cátedra y fue directora del Departamento de Química Analítica durante doce años.
Dirigió doce proyectos de investigación de los Planes Nacionales de I+D, dos de ellos de excelencia, un proyecto europeo en el Programa Environment y proyecto de excelencia de la Junta de Andalucía. Fue responsable desde 1989 del grupo de investigación FQM-186 del Plan Andaluz de Investigación.
Su actividad investigadora, centrada en dos líneas básicas: Métodos Cinéticos de Análisis y Química Analítica Supramolecular, dio lugar a la publicación de unos 300 artículos científicos de los que destaca 30 artículos en “Analytical Chemistry”, 65 en “Analytica Chimica Acta”, 40 en “The Analyst” y 15 en “journal of Chromatography A”. Invitada por la American Chemical Society, elaboró uno de los tópicos de los “Binual Reviews” de la revista “Analytical Chemistry” en seis ediciones. Con un índice de h de 28, está situada en la zona más alta del ranking de los químicos españoles.
Perteneció al Comité Editorial de las revistas “Analytica Chimica Acta” y “Analytical Letters” y ha publicado diez capítulos de libros y enciclopedias y dos monografías: “Kinetics in Analytical Chemistry” (Wiley, 1988), traducida al ruso y “Enviromental Analytical Chemistry” (Elsevier, 1999 con 2.º y 3.ª impresiones en 2001 y 2003, respectivamente). Dirigió 30 tesis doctorales y participado en numerosos congresos nacionales e internacionales, impartiendo diversas conferencias invitadas y plenarias y presentando más de 100 contribuciones.
En la vertiente docente, Pérez Bendito puso de manifiesto su formación analítica y su dedicación a los alumnos de las Licenciaturas de Química y de Ciencias Ambientales y de Tercer Ciclo a través de todas las materias que abarca la Química Analítica, siendo autora también de diversas publicaciones docentes.
En relación con la gestión y evaluación en I+D, fue presidenta y vocal de CNEAL, vocal de la Ponencia de Química en la ANEP y presidenta de varios Comités de Expertos Externos para la evaluación de titulaciones y departamentos. Formó parte del Comité de Ciencias Experimentales de la ANECA y fue presidenta de la Comisión de Química para la evaluación de los complementos autonómicos de Andalucía.
La catedrática recibió diversas distinciones científicas: el “Premio Solvay para la investigación en Ciencias Químicas” (CEOE), “Premio de Investigación en Química Analítica” (RSEQ), “Premio Antonio Hidalgo” (VII J.A.I.) y “Premio de Investigación Francisco Álvarez” (SEA). Ha sido miembro del Jurado de los Premios Príncipe de Asturias de Investigación Científica y Técnica”.
Además de su extenso currículum, cabe destacar la profesionalidad y honestidad con las que desarrolló las distintas actividades universitarias, su capacidad para la “resolución de problemas” -como buena química analítica- y su dedicación  y generosidad con los que trabajaron con ella.
En 2020 la Universidad de Stanford (EE. UU.) reconoció a María Dolores Pérez Bendito entre los investigadores con mayor impacto científico del mundo .
Distinciones
- Premio Solvay para la investigación en Ciencias Químicas (CEOE, 2015) Por primera vez a una mujer
- Premio de Investigación en Química Analítica (RSEQ, 2004)
- Premio Antonio Hidalgo (VII J.A.I.)
- Premio de Investigación Francisco Álvarez” (SEA)